# 3.ª División de Infantería (Corea del Sur)
La 3.ª División de Infantería es una unidad del ejército de la República de Corea. Se fundó el 12 de mayo de 1949 y participó en la guerra de Corea y la Batalla del Perímetro de Pusan.

## Historia

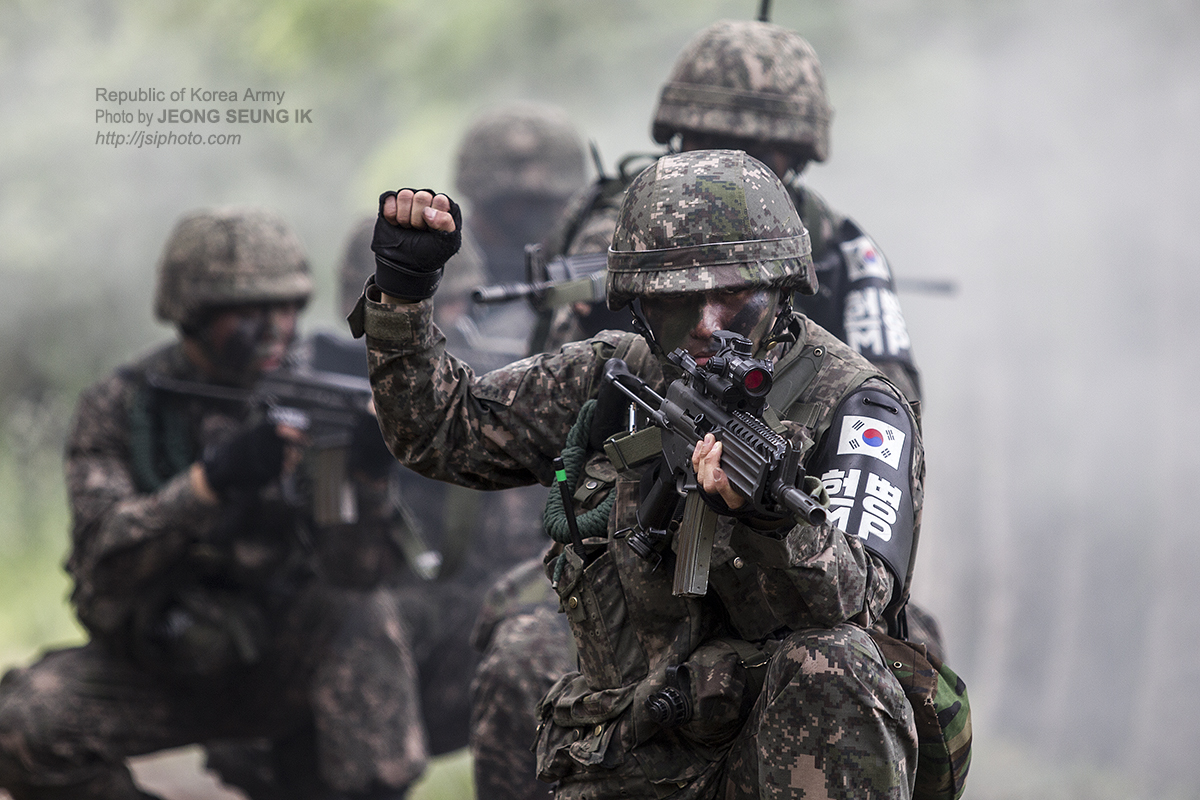
Entrenamientos de reconocimiento de la 3.ª División de Infantería

Se formó inicialmente como la 3.ª brigada el 1 de diciembre de 1947. La unidad pasó a ser una división el 12 de mayo de 1949.
El 24 de diciembre de 1949, la división llevó a cabo la masacre de Mungyeong, en Gyeongsang, donde todas las víctimas fueron civiles desarmados, entre 86 a 88, la mayoría de los cuales eran ancianos y niños (32). Fueron masacrados por ser sospechosos de colaborar o simpatizar con los comunistas.
La División consiste de los regimientos de infantería 18.º, 22.º y 23.º.
La división estuvo bajo el control directo del ejército de la República de Corea después de la primera caída de Seúl.
Fue parte de la línea defensiva para frenar el avance de Corea del Norte desde Seúl a Daejeon.
Lucharon en la Batalla del Perímetro de Pusan.
Después de la ruptura del Perímetro de Pusan, feroces batallas se libraron en el puerto de la aldea de Pohang entre la 3.ª División y la 5.ª División del NKPA. La 3.ª división finalmente capturó el pueblo durante la mañana. Ellos siguieron atacando agresivamente, obligando a una desordenada retirada por el NKPA hacia Yongdok.
Durante el curso de la guerra, la 3.ª división de infantería tomó parte en más de 150 batallas y participó en la matanza y captura de más de 51 000 soldados enemigos. También es conocida como la unidad invencible, ya que nunca ha perdido una sola batalla. Ellos son la primera línea de las tropas.

## Estructura actual
- Sedes:
  - Compañía Antitanque 
  - Compañía de Patrullaje DMZ
  - Batallón de Armadura
  - Batallón de Señales
  - Batallón de Reconocimiento
  - Batallón Ingeniero
  - Batallón de Apoyo
  - Batallón de Médicos
  - Batallón de Química
- 18.º Regimiento de Infantería
- 22.º Regimiento de Infantería
- 23.º Regimiento de Infantería

- Regimiento de Artillería

*11.º Batallón de Artillería
*El 71.ª Batallón de Artillería
*El 72.º Batallón de Artillería

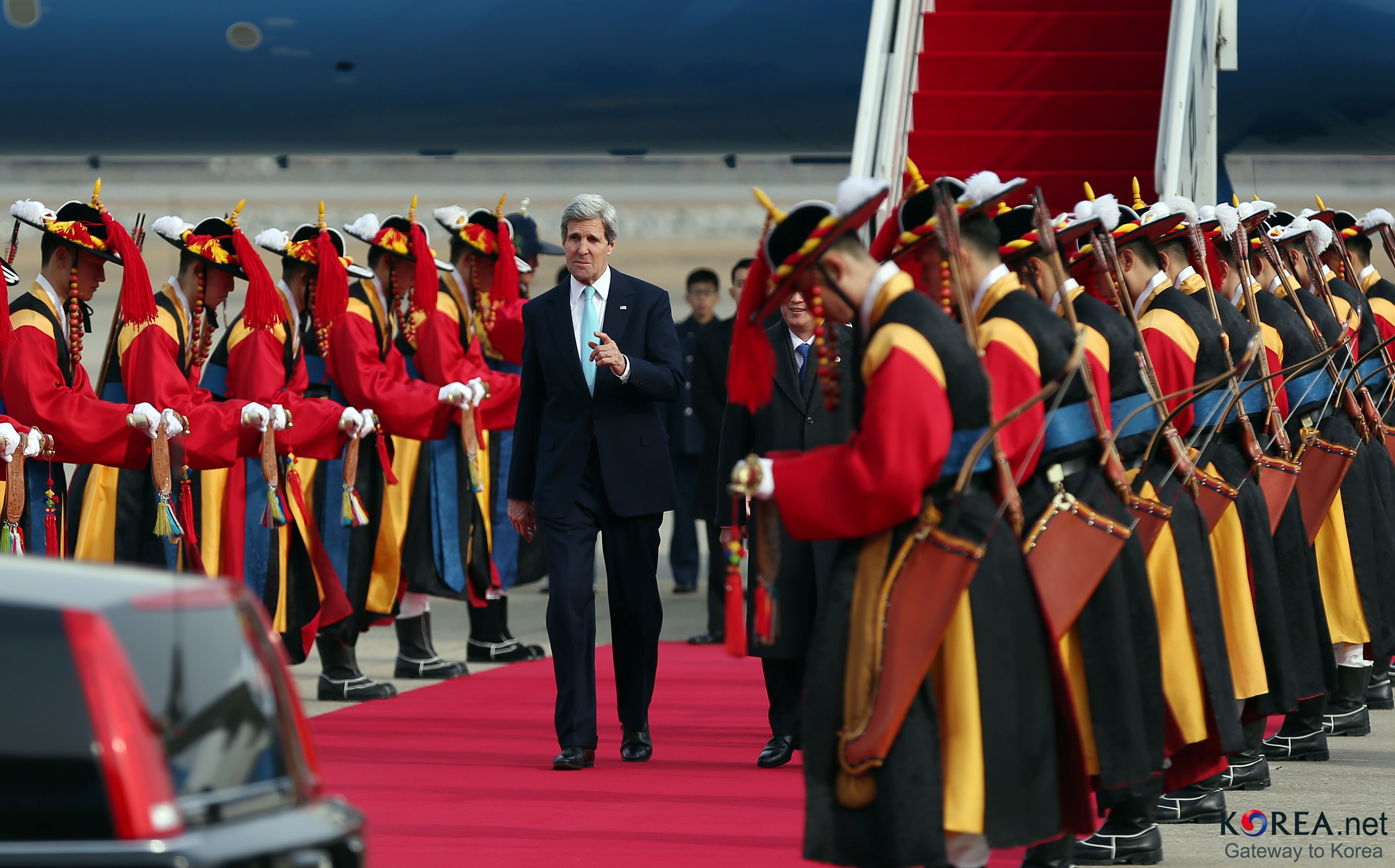
Las tropas de la División vestidos con los uniformes tradicionales.

Batallón de información y comunicaciones 
Batallón de transporte 
Escuadrón de defensa aérea 
Compañía BGM-71 TOW